# Đảo chính Niger 2023
Vào ngày 26 tháng 7 năm 2023, các binh sĩ thuộc lực lượng bảo vệ tổng thống của Niger đã bắt giữ Tổng thống Mohamed Bazoum. Đại tá Amadou Abdramane đã tuyên bố trên truyền hình lật đổ tổng thống, đóng cửa biên giới quốc gia, đình chỉ các cơ quan nhà nước, bãi bỏ hiến pháp và ban hành lệnh giới nghiêm khi tuyên bố thành lập chính quyền quân sự. Đây là cuộc đảo chính quân sự lần thứ 5 kể từ khi Niger giành độc lập vào năm 1960.

## Bối cảnh
Kể từ khi giành độc lập khỏi Pháp vào năm 1960, Niger đã trải qua bốn cuộc đảo chính quân sự. Lần gần đây nhất là vào năm 2021 khi những người bất đồng chính kiến quân sự cố gắng chiếm dinh tổng thống hai ngày trước lễ nhậm chức của tổng thống đắc cử Bazoum, tổng thống đầu tiên của đất nước nhậm chức từ một người tiền nhiệm được bầu. Cuộc đảo chính cũng xảy ra sau các sự kiện tương tự ở các nước láng giềng như Guinea, Mali và Burkina Faso kể từ năm 2020. Vì thế khu vực này có cái tên gọi là vành đai đảo chính.
Các nhà phân tích chính trị cho biết lạm phát kinh tế và tham nhũng của chính phủ là nguyên nhân dẫn đến cuộc nổi dậy xảy ra. Liên Hợp Quốc xếp Niger đứng cuối bảng trong Chỉ số phát triển con người và cũng phải hứng chịu các cuộc nổi dậy của các phần tử cực đoan như Al-Qaeda, Nhà nước Hồi giáo (IS) và Boko Haram, mặc dù quân đội của quốc gia này đã được huấn luyện và có căn cứ quân sự của Hoa Kỳ và Pháp.

## Diễn biến
Vào ngày 10 tháng 8 năm 2023, Cộng đồng Kinh tế của các Quốc gia Tây Phi (ECOWAS) đã quyết định giữ nguyên lựa chọn can thiệp quân sự vào Niger. do đó mở đường cho việc huy động một lực lượng chủ yếu bao gồm quân đội Nigeria và Senegal..